# 대구화상
대구화상(大矩和尙: fl. 888)은 신라의 승려이다.
진성여왕 2년(888년) 왕명에 따라 각간(角干) 위홍(魏弘)과 함께 향가를 모은 《삼대목(三代目)》을 편찬하였으나 전하지 않는다.

## 참고 문헌
- 이 문서에는 다음커뮤니케이션(현 카카오)에서 GFDL 또는 CC-SA 라이선스로 배포한 글로벌 세계대백과사전의 내용을 기초로 작성된 글이 포함되어 있습니다.